# Du Zhongyuan
Du Zhongyuan (chiń. 杜重远; pinyin Dù Zhòngyuǎn; Wade-Giles Tu Chung-yüan; ur. 1898, zm. 1944) – dziennikarz, działacz polityczny, przedsiębiorca, podróżnik.
Urodził się w zubożałej wiosce w powiecie Huaide w prowincji Fengtian.  Ukończył kolegium w Shenyangu.
W 1917 roku nauczał języka angielskiego w Huaide. Zainspirowany Ruchem Nowej Kultury oraz Ruchem Produktów Krajowych, który zachęcał ludzi do kupowania wyrobów chińskich zamiast zagranicznych, rozpoczął współpracę z przedsiębiorstwami konkurencyjnymi wobec przedsiębiorstw prowadzonych przez Japończyków (zwłaszcza Kompanii Kolei Południowomandżurskiej). Głosił ideę odzyskania udziałów w rynku, który ówcześnie był zdominowany przez tani japoński import. Uważał, że najlepszym sposobem dla Chin odzyskania udziałów w rynku, będzie utworzenie narodowego produktu, którym miałaby być porcelana.  W latach 20. XX wieku zebrał środki na otwarcie swojej pierwszej fabryki porcelany pod Shenyangiem i pod koniec lat 20. był już prominentnym przedsiębiorcą i funkcjonariuszem prowincjonalnej Izby Handlowej.
W 1928-1931 roku członek grupy narodowców. Będąc członkiem tej grupy szerzył propagandę przeciwko obecności Japończyków w Mandżurii. Rozwijał też lokalnie sponsorowane projekty modernizacyjne w dziedzinie transportu, edukacji i radia. W latach 1930–1937 Du Zhongyuan zaczął regularnie pisywać do pisma Zou Taofena - „Życie”, w którym został redaktorem. Stał się dzięki temu propagatorem anty-japońskiego ruchu oporu w Chinach. Otwarcie przeciwstawiał się polityce Japonii i popierał KPCh.
18 września 1931 roku gdy Japończycy okupowali Mandżurię, utracił pozycję najważniejszej figury w izbie handlowej prowincji, w Shenyangu. Przestał być także doradcą mandżurskiego przywódcy Zhang Xuelianga. Pozbawiony statusu i środków do życia, uciekł do Beipingu. Dołączył do Północno-Wschodniego Towarzystwa Ocalenia Narodowego (jedno z najpotężniejszych ugrupowań zaangażowanych w szerzenie propagandy przeciwko polityce Czang Kaj-szeka, w sprawie niesprzeciwiania się okupacji Mandżurii). Du zaczął w tym okresie pisać ostre artykuły redakcyjne. Atakował w nich politykę Czang Kaj-szeka, w szczególności jego brak zaangażowania w odbicie Mandżurii z rąk Japończyków, a także namawiał do oporu przeciwko okupacji. Uważał, że są to najważniejsze zadania, które stoją przed ludnością chińską.
W 1933 roku, z powodu cenzury oraz w obawie przed aresztowaniem, uciekł za granicę do Kunmingu. Rozpoczął wydawanie nowego pisma „Nowe Życie” (Xinsheng), które objęło rolę pisma „Życie”. W 1935 roku za opublikowanie artykułu (obrażającego cesarza), został aresztowany i skazany na 14 miesięcy.
Wybuch wojny chińsko-japońskiej w 1937 roku przyczynił się do uwolnienia Du Zhongyuana. W 1937 roku wyruszył w podróż przez Chiny i został korespondentem wojennym. Jego relacje z frontu były specyficznymi i obfitymi w szczegóły reportażami o wojnie totalnej. Specjalizował się w tekstach, które przechodziły od detali życia codziennego do szerszego, politycznego sensu samej wojny. W swoich artykułach opisywał też linię polityczną Kuomintangu, pomimo zadanych mu cierpień przez ten rząd. Du Zhongyuan dziennikarstwo również traktował jako idealną metodę promowania własnego programu politycznego. W czasie wyjazdów na front przychylnie informował żołnierzy o partii KPCh (pomimo iż sam do niej nie należał).
W 1939 roku dzięki znajomości z Sheng Shicaiem objął stanowisko kanclerza akademii w mieście Dihua (Urumczi). Przyczynił się do rozwoju uczelni, w której było wielu studentów sprzymierzonych lub sympatyzujących z KPCh. W 1941 roku w czasie obław i aresztowań sympatyków KPCh w Xinjiangu został ponownie uwięziony i stracony w 1944 roku.